# Renesančna filozofija
Za renesanso je značilno obujanje grško-rimske klasike, njene umetnosti in "filozofskih izročil". Renesančni filozofi se niso ukvarjali z versko filozofijo, ampak so svoj čas posvetili tostranskosti in človekovi posvetni problematiki. V ospredje je prišel posameznik. Filozofi so se vračali k Platonu. Akademije so preučevale izvirne izvode in so skušale Aristotelov nauk rešiti izpod naplavin cerkvenega sholastičnega umovanja. Vse filozofske šole so kritizirale sholastične razlage antičnih mislecev in sholastični formalistični neizkustveni in neživljenski način filozofiranja. Renesančna filozofija se je takrat umaknila od teološke sholastike in se vrnila k originalnim besedilom. To pomeni, da so ponovno začeli odkrivati originalna antična besedila in se niso več posluževali prevodov in prepisov, ki so s časom izgubila pomen. Namesto latinske Vulgate v renesančni filozofiji pride v ospredje grška Septuaginta. Namesto s prevajanjem korumpiranih prepisov, čim starejši izvorni viri. Namesto branja komentarjev grejo humanisti nazaj k originalom. Namesto dolgočasnih sholastičnih traktatov humanisti odkrijejo živahne rimske pesnike in dramatike. Namesto neštetokrat prepisanega prava, humanisti na novo odkrijejo Justinijanov Zakonik. In še bi lahko naštevali vse te oblike preporoda, kar je glavna opredelitev renesanse. Humanizem pomeni preusmeritev k povsem praktičnim in ne več toliko teološkim problemom.  

## Kopernik in filozofija
Pomembno je tudi Kopernikovo odkritje o tem, da je v središču vesolja Sonce in ne Zemlja, kot so zmotno mislili ves srednji vek. Ta revolucija ni spremenila le pojmovanja astronomije, temveč tudi podobo človeka, ki je izgubil središčni položaj v vesoljstvu, katerega je zasedal že stoletja. Sicer pa ni verjetno, da bi bil tedanji kulturni svet takoj po objavi najslavnejšega Kopernikovega dela sposoben dojeti korenite spremembe, ki jih dandanes običajno pripisujejo tej novi teoriji. Šele kasnejši filozofi narave, med njimi Giordano Bruno, so dojeli in cenili novosti, vsebovane v kopernikanskih predpostavkah. Ampak v  začetku 16. stoletja dejansko še ni obstajala kozmologija v modernem pomenu besede: pojmovanje sveta je bilo, kot se zdi zasidrano v Platonovih geocentričnih stališčih, Aristotelovih popolnih in enakomernih krožnih gibanjih in Ptolomajevi sistematizaciji. 

## Primeri in kratki opisi filozofij
| Ime                   | Leto      | Kraj delovanja          | Vsebina |
| --------------------- | --------- | ----------------------- | --- |
| Georgij Gemist Pleton | 1355-1452 | Konstantinopel, Firence | Pod njegovim vplivom je Cosimo Medičejski ustanovil platonistično Akademijo, ki je širom Evrope popularizirala novo zanimanje za antiko od tehničnega prevajanja iz grščine v latinščino do porasta zanimanja za okultne vede. |
| Genadij Sholarij      | 1400-73   | Konstantinopel          | Eden ključnih bizantinskih teologov in filozofov. Sicer se je kritiziral začetke italijanske renesančne filozofije, ki je pogosto sinkretično združevala nezdružljivo, a je po zavzetju Konstantinopla ostal izoliran v svojem bolj praktičnem razumevanju Aristotela. |
| Nikolaj Kuzanski      | 1401-64   | Nemčija                 | Nikolaj Kuzanski je vez med pozno srednjeveško mistično filozofijo, ki se je odmaknila od sholastike, in renesančnim humanizmom. Njegovo najpomembnejše delo je O učeni nevednosti. |
| Ivan Bessarion        | 1403-72   | Konstantinopel, Italija | Kot pomemben člen bizantinske renesanse je Ivan Bessarion s svojim velikim znanjem grškega jezika budil zanimanje za proučevanje grške filologije in filozofije v Italiji. |
| Lorenzo Valla         | 1407-57   | Rim                     | Njegovo znanje grškega jezika je z razkrinkanjem Konstantinove darovnice kot ponaredka spravilo v zadrego takratno Cerkev. Valla je bil prepričan, da je poznanje jezika edino sredstvo za medsebojno razumevanje in splošno kulturno rast; slovnica in izrazoslovje sta podlaga najprej mišljenja in nato tudi govorice. |
| Marsilio Ficino       | 1433-99   | Firence                 | Ficino je pomemben člen florentinske renesanse. Prevedel je Platonove Dialoge (z izjemo Zakonov). Poleg tega je še prevajal novoplatonistične klasike in gnostična besedila ter kazal zanimanje za astrologijo. V delu De amore se ukvarja s problematiko ti. duhovne, platonične ljubezni. |
| Rodolphus Agricola    | 1444-85   | Nizozemska              | Imenovan tudi oče severnoevropskega humanizma. Kot diplomat in učenjak je spodbudil zanimanje za italijansko renesanso pri svojih sodobnikih v severni/zahodni Evropi. |
| Poliziano             | 1454-94   | Firence                 | Prevajal je antične literarne klasike, med katerimi se je znašlo tudi kakšno filozofsko delo. Njegovi prevodi so bili zelo cenjeni. |
| Johann Reuchlin       | 1455-1522 | Nemčija                 | Njegov pomemben humanistični prispevek so študije hebrejskega jezika in osnovanje medreligijskega dialoga med judi in kristijani. Posvetil se je proučevanju judovske kabalistične teozofije z namenom, da bi prepoznal skupna izhodišča judovske in krščanske mistične tradicije. |
| Thomas Linacre        | 1460-1524 | Anglija                 | S študijem v Italiji je domov prenesel zanimanje za grško filologijo. |
| Juda Abravanel        | 1460-1523 | Portugalska, Italija    | Skušal je združiti neoplatonizem in judovstvo. |
| Pietro Pomponazzi     | 1462-1525 | Firence                 | Pietro Pomponazzi je ohranil pomembnost Aristotela, ne pa tudi aristoteljanske sholastike, ki brezprizivno poziva na spoštovanje avtoritete Aristotela. |
| Pico della Mirandola  | 1463-94   | Firence                 | Filozof Mirandola piše, da privilegij, dodeljen človeški vrsti, ni v tem, da je postavljena na natančno odrejeno mesto glede na druga bitja, ampak prav v tem, da to ni vnaprej določeno: človeku je dana zmožnost, da se oblikuje sam; in njemu je prepuščeno, ali se hoče povzdigniti v angela ali nazadovati v žival. |
| Erazem Rotterdamski   | 1466-1536 | Nizozemska, Anglija     | Pomemben predstavnik severne renesanse in sinonim za svetovljanskega humanista. Disput med Erazmom in Luthrom o svobodni volji je postal središčni filozofsko-teološki spor. Najbolj poznano njegovo delo je šaljivoironična satira Hvalnica norosti. |
| Guillaume Budé        | 1467-1540 | Francija                | Pravnik, čigar najpomembnejše delo so Digeste, v katerem je dokazal, kako so se skozi stoletja popačila pravna besedila, kar je potem vplivalo na tolmačenje zakonov in njihovo uporabo v praksi. |
| John Colet            | 1467-1519 | Anglija                 | Kot krščanski humanist je združeval spoznanja renesančnega humanizma s krščanstvom. |
| Niccolo Machiavelli   | 1469-1527 | Firence                 | Florentinski državnik in filozof Niccolo Machiavelli je razvil najpomembnejšo, do kraja posvetno politično teorijo renesančnega obdobja. Zanimali so ga le realni dejavniki politike. Njegovo pojmovanje vladanja ustreza dejanski, neolepšani podobi političnega dogajanja. |
| Thomas More           | 1478-1535 | Anglija                 | Krščanski humanist Thomas More je znan po utopični viziji Utopija, ki je začetek povsem nove literarno-filozofske zvrsti pisanja utopij, tj. raznih umišljenih in izmišljenih družbenih skupnosti, ki so sicer ogledalo aktualnega časa, a drzno predstavljajo nove rešitve na pretekle napake v družbi in državi kot njeni politični enoti. Skratka, v tem projektu komunistične družbe sta se močno izrazila renesančni optimizem in posluh za tostransko srečo ljudi. |
| Paracelzij            | 1492-1541 | Švica                   | Poleg zdravniške prakse, kjer se je opiral na izkustveno in preverljivo ter na tem področju dosegel visok ugled, se je ukvarjal še z okultnim, alkimijo in astrologijo. |
| Juan Luis Vives       | 1492-1540 | Španija, Anglija        | Vives velja za radikalnega nasprotnika sholastične filozofije in za predhodnika sodobne empirične psihologije ter pedagogike. |
| Philipp Melanchthon   | 1497-1560 | Nemčija                 | Nemški protestantski reformator in hkrati renesančni humanist. Cenil je Aristotelovo etiko in dialektiko, pri čemer je vzel v obzir tudi Platonovo in stoično filozofijo, vendar je pri njem prednost nazadnje imela abtoriteta Svetega pisma. |
| Bernardino Telesio    | 1509-88   | Neapelj                 | Bernardino Telesio je menil, da obstajata v naravi/univerzumu dve počeli – toplo sončno in hladno zemeljsko; njuno nasprotje konstituira stvar, katere masa je stalna; nič nemore priti od zunaj, ničesar ni mogoče ustvariti. Priznaval je obstoj Boga kot stvarnika sveta in nesmrtnost duše. |
| Petrus Ramus          | 1515-72   | Francija                | Kot nasprotnik sholastike je poudaril pomen retorike in novih pedagoških metod. |
| Frane Petrić          | 1529-97   | Dalmacija, Benetke      | Odkrito nasproten aristotelovskemu sholasticizmu je sinkretično združeval Platona, (novo)pitagorejske in (novo)platonistične vire z avtoritetami cerkvenih očetov. |
| Michel de Montaigne   | 1533-92   | Francija                | Montaigne je menil, da filozofirati meni predvsem dvomiti. Poglabljal se je zlasti v razmišljanja o svojih spoznavnih zmožnostih. Montagine velja za začetnika eseja, polliterarne zvrsti, za katero je značilen kritičen, odprt, kreativen in avtorsko subjektiven pristop pisca k analizi stvarnosti, ki bralcu omogoči svojo lastno sodbo. |
| Giordano Bruno        | 1548-1600 | Neapelj                 | Giordano Bruno je združeval empirizem in racionalizem. Človek lahko spoznava neskončno bit, ker je sam del neskončnega kozmosa. Svetovni um je prisoten v vsem- vse oblikuje in oživlja. |
| Tommaso Campanella    | 1568-1639 | Neapelj                 | Neapeljski učenjak Tommaso Campanella je po Morovem vzoru napisal utopijo Mesto sonca. |
| Hugo Grotius          | 1583-1645 | Nizozemska              | Pravnik Hugo Grotius je ustvaril temelje pravne filozofije novega veka. Njegovi nauki so v marsičem nasprotovali stališčem Cerkve ter njeni heteronomni morali. Po njegovem mnenju je naravno pravo tako nespremenljivo, da ga niti Bog nebi mogel preoblikovati. |